# Marjolein van 't Geloof
Marjolein van 't Geloof, née le 27 mars 1996, est une coureuse cycliste professionnelle néerlandaise.

## Biographie

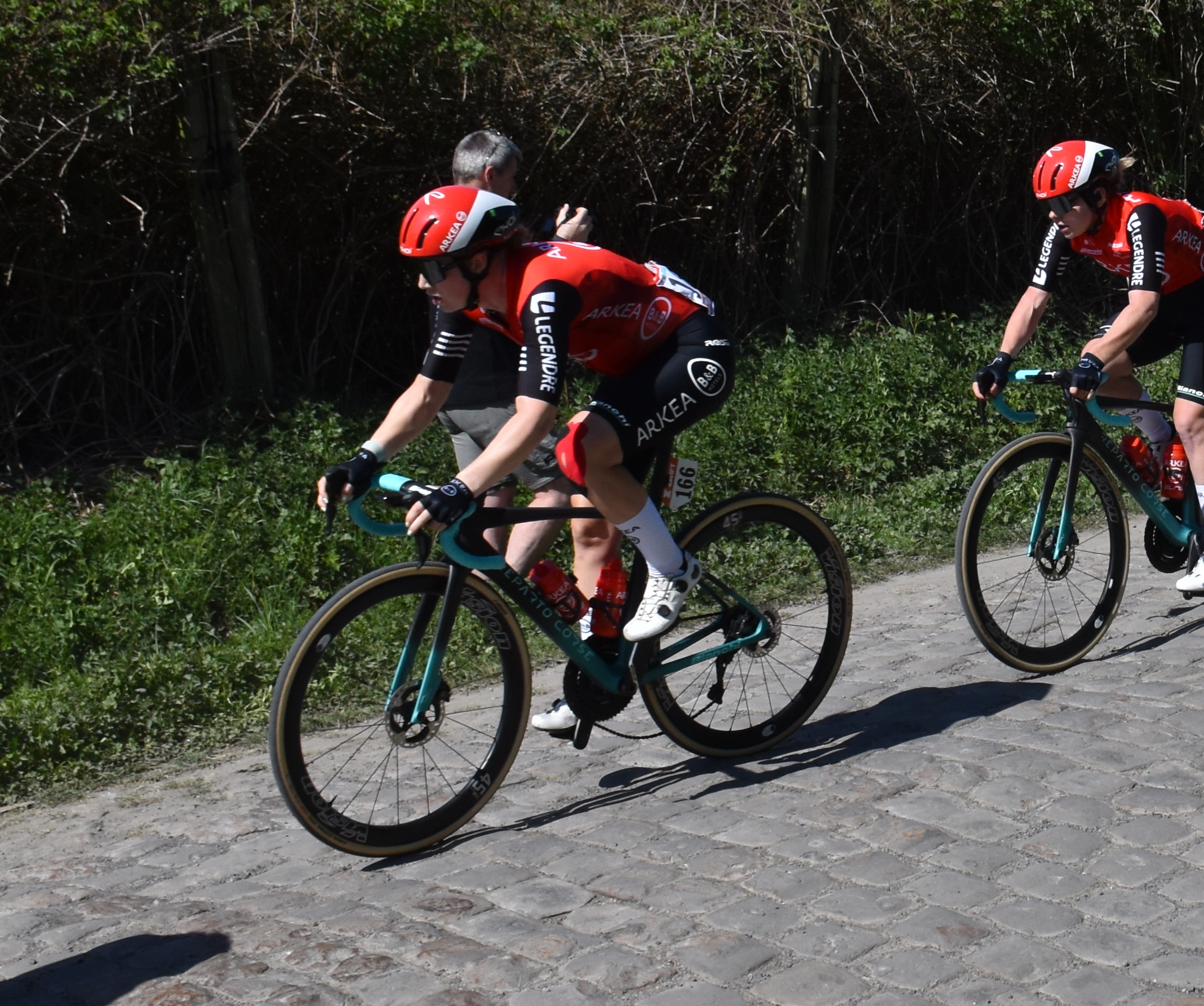
Marjolein van't Geloof #166 - Paris-Roubaix 2025.

En 2017, elle est meilleure amateur du Healthy Ageing Tour.

## Palmarès sur route

### Palmarès par années
- 2014
  - 2e du championnat des Pays-Bas sur route juniors
- 2018
  - 3e du Omloop van de Westhoek
  - 3e du 7-Dorpenomloop van Aalburg
- 2019
  - 3e du Trofee Maarten Wynants
- 2022
  - Grand Prix Beerens
  - 2e de Binche-Chimay-Binche
- 2024
  - Tour de Charente-Maritime : 
    - Classement général
    - 3e étape

  - 3e de l'Omloop der Kempen Ladies
- 2025
  - 4e de Gand-Wevelgem

### Résultats sur les grands tours

#### Tour de France
3 participations
- 2022 : non-partante ([[6e étape du Tour de France Femmes 2022|6e étape]])
- 2023 : 123e
- 2025 : abandon (5e étape)

### Classements mondiaux
| Année                                 | 2015 | 2016 | 2017 | 2018 | 2019 | 2020 | 2021 | 2022 | 2023 | 2024 |
| ------------------------------------- | ---- | ---- | ---- | ---- | ---- | ---- | ---- | ---- | ---- | ---- |
| Classement UCI                        | 366e | 430e | 201e | 94e  | 169e | 717e | 124e | 85e  | 182e | 154e |
| UCI World Tour                        |      | nc   | nc   | 195e | 189e | nc   | 84e  | 154e | 236e | 249e |
|                                       |      |      |      |      |      |      |      |      |      |      |
| Légende : nc = non classéSource : UCI |      |      |      |      |      |      |      |      |      |      |

## Palmarès sur piste

### Championnats nationaux
- 2013
  - 2e du 500 m juniors
- 2016
  - 2e de la poursuite
  - 2e du scratch
- 2015
  -  Championne des Pays-Bas de course aux points
  - 2e du scratch
- 2017
  -  Championne des Pays-Bas de poursuite par équipes
- 2019
  - 2e de la course derrière derny
- 2021
  -  Championne des Pays-Bas de l'américaine (avec Nina Kessler)
  - 3e du scratch
- 2023
  - 3e du scratch